# DIGIC

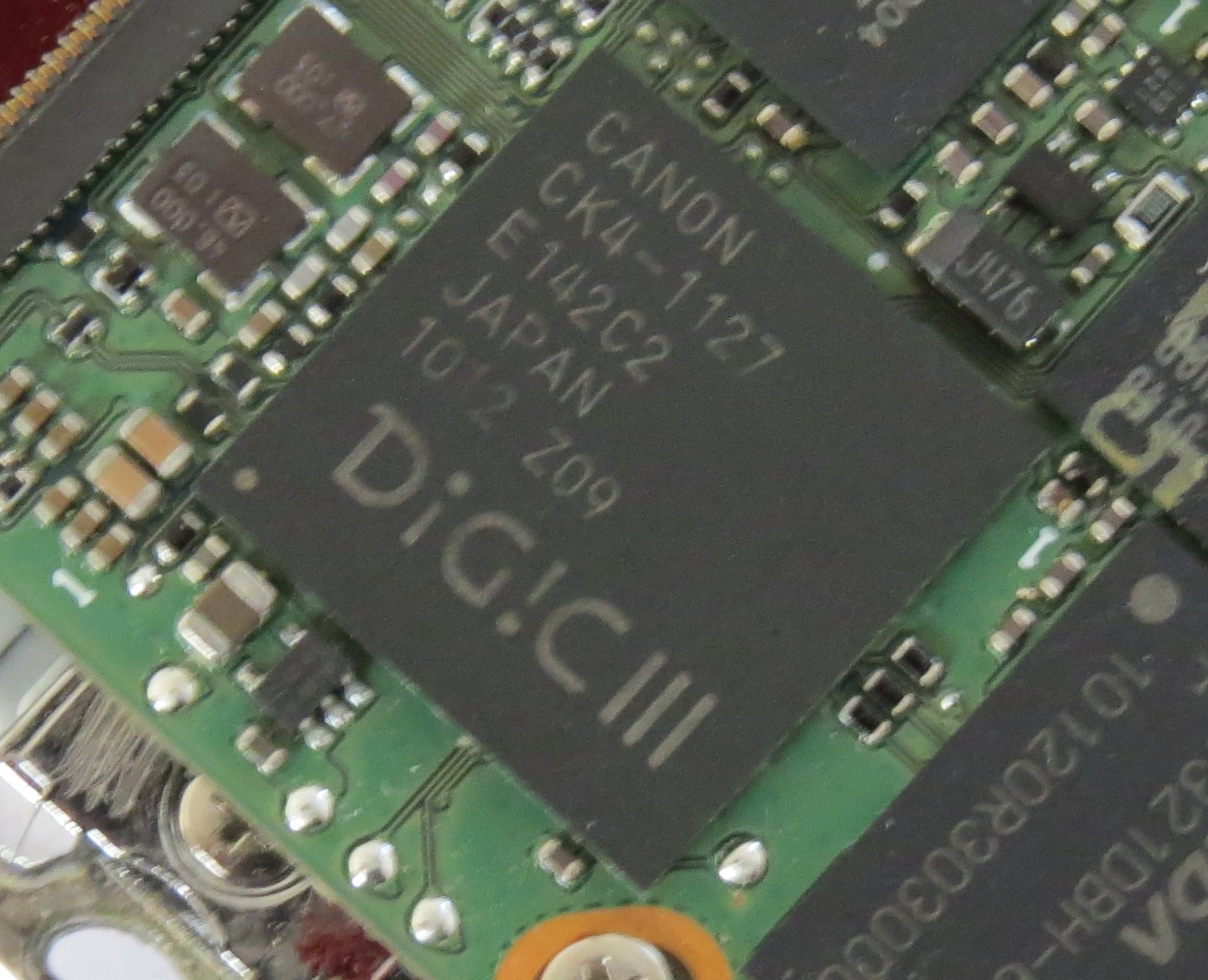
Bộ xử lý DIGIC III trong máy ảnh Canon Powershot A3100

Bộ vi mạch xử lý hình ảnh kỹ thuật số  (tiếng Anh: Digital Imaging Intergrated Circuit, viết tắt: DIGIC) là một thế hệ bộ xử lý tín hiệu cho máy ảnh kỹ thuật số và máy quay phim kết hợp của tập đoàn Canon. DIGIC được sử dụng như là bộ xử lý hình ảnh của Canon và các sản phẩm kỹ thuật số khác của chính họ. Có nhiều thế hệ của DIGIC còn sản xuất, và được phân biệt bởi số phiên bản.
Hiện tại, DIGIC được bổ sung tính năng trở thành bộ vi mạch ứng dụng-chi tiết (ASIC), thiết kế để có tốc độ xử lý tín hiệu cao giống như các hoạt động điều khiển trong các sản phẩm kết hợp với nó trước đó. Qua nhiều thế hệ, DIGIC đã phát triển từ hệ thống phối hợp nhiều mạch IC gián đoạn trở thành hệ thống một chip (SoC), thậm chí nhiều phiên bản được thiết kế dựa trên kiến trúc ARM. Firmware tùy chỉnh cho những vi xử lý này đã và đang phát triển để thêm nhiều tính năng cho các máy ảnh.

## DIGIC thế hệ đầu
Thế hệ DIGIC đầu được gắn trên máy Powershot G3. (tháng 9- 2002), Canon S1 IS (tháng 3-2004), A520 (tháng 3-2005), và các máy ảnh khác. Nó bao gồm 3 vi mạch tách biệt: một  xử lý video, một xử lý hình ảnh và một xử lý máy ảnh.
 

## DIGIC II
DIGIC II là hệ thống đơn chip được giới thiệu trong năm 2004, khác với DIGIC thế hệ đầu, nó cho phép thiết kế gọn nhẹ hơn. DIGIC II cũng được nâng cấp hơn thế hệ đầu bằng cách thêm bộ đệm lớn hơn cũng như tăng tốc độ xử lý. Nó đã được sử dụng trong các máy ảnh thương mại cao cấp và các DSLR đã ngừng hoạt động như Canon EOS 5D và Canon EOS 30D.
DIGIC II sử dụng bộ nhớ DDR-SDRAM tốc độ cao, nhờ đó cải tiến thời gian khởi động và hiệu năng lấy nét tự động (AF). Nó có thể ghi dữ liệu trên thẻ nhớ với tốc độ lên tới 5.8 MB/s. Ngoài ra, Canon tuyên bố DIGIC II nâng cấp màu sắc, độ sắc nét và tự động cân bằng trắng với cảm biến CMOS trong các DSLR.

## DIGIC III

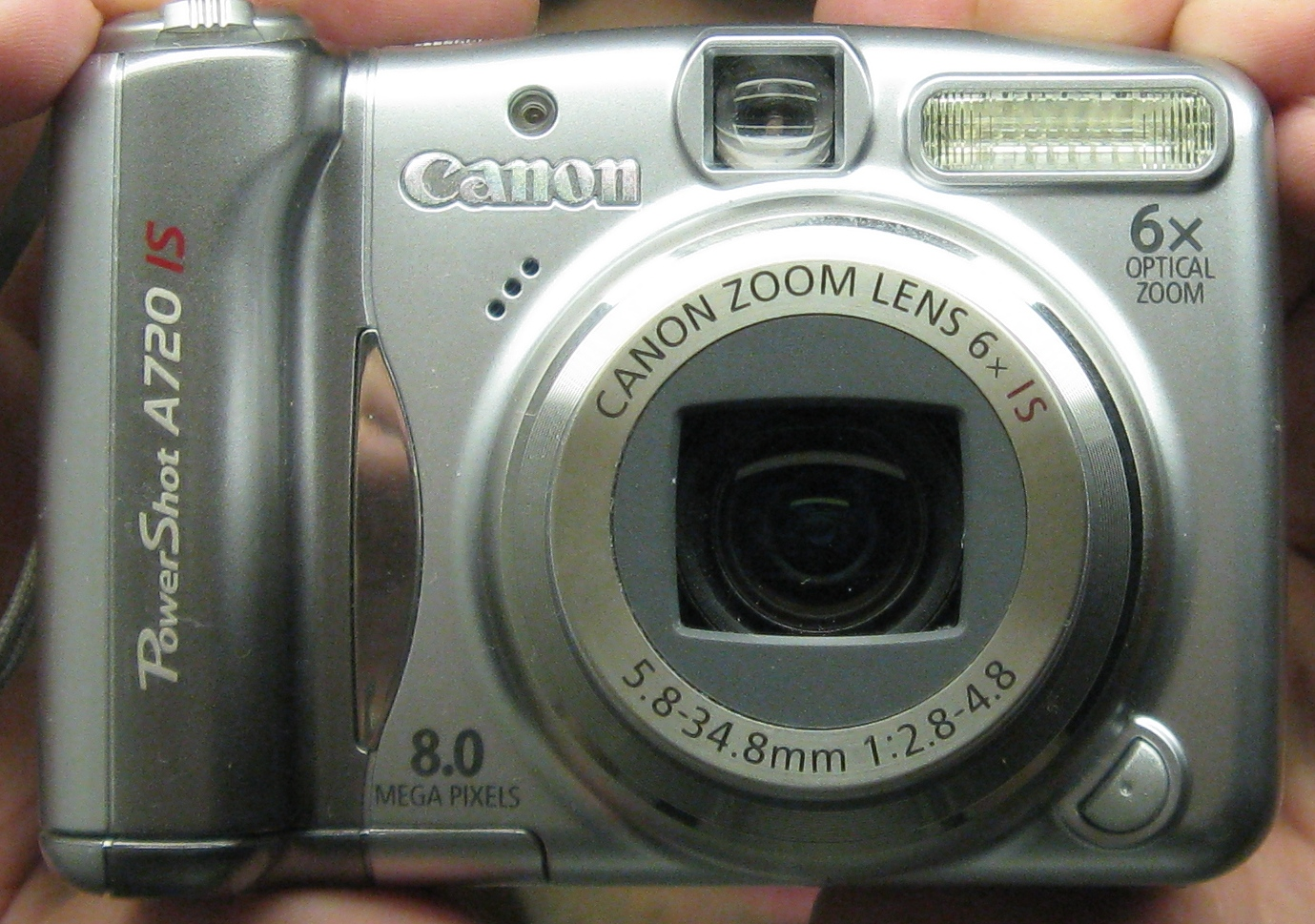
Mặt trước của Canon Powershot A720 IS

Bộ xử lý DIGIC III,được giới thiệu vào năm 2006, được quảng cáo là truyền tải chất lượng hình ảnh cao hơn, hoạt động nhanh hơn và thời lượng pin lâu hơn so với người tiền nhiệm. DIGIC III cung cấp giao diện với thẻ nhớ SD nhanh hơn cho các phiên bản Canon PowerShot G7 và G9, SD750, SD800, SD850, SD900, SD1000. A560, A570 IS, A590 IS, A650 IS, A495, EOS XS/1000D, EOS XSi/450D, EOS 40D, EOS 1D Mark III, EOS 1Ds Mark III và S5 IS. Nó cũng cung cấp độ phân giải màn hình LCD cao hơn. Ngoài ra nó có hệ màu 14-bit A tới D, cung cấp gam màu sâu hơn so với phiên bản trước.

### Tính năng mới
DIGIC III cung cấp nhận diện tự động lấy nét/tự động độ sáng, tức là có thể tìm và phát hiện lên tới 9 khuôn mặt trong một lần, đồng thời điều khiển độ sáng và đèn flash để có độ sáng phù hợp của khuôn mặt cho các khung hình, nhờ đó làm giảm hiệu ứng thừa sáng hay thiếu sáng làm giảm chất lượng hình. Nó sẽ chuyển về hệ thống AiAF nếu chủ thể không thể nhận diện hoặc không thể được xem là một chủ thể (dựa trên dữ liệu của iSAPS). Phần nền sau thì hữu ích với những điểm du lịch, nơi mà có nhiều người xung quanh không có ý định là chủ thể của phong cảnh.

### Nhận diện khung cảnh
iSAPS là công nghệ xác nhận khung cảnh được phát triển bởi Canon dành cho máy ảnh kỹ thuật số. Sử dụng dữ liệu bên trong của hàng ngàn bức ảnh khác nhau, iSAPS cũng hoạt động với bộ xử lý DIGIC III để nâng cao tốc độ lấy nét và sự chính xác, đồng thời cả độ sáng và cân bằng trắng 

### Bộ DIGIC III kép
Canon EOS-1D Mark III sử dụng 2 bộ xử lý DIGIC III để đạt tốc độ chụp hình 10 khung hình/giây (fps) ở độ phân giải 10.1 MP (tối đa có thể 110 bức ảnh JPEG, tùy thuộc vào tốc độ truyền dữ liệu của thiết bị lưu trữ đi kèm). Canon EOS-1Ds Mark III cũng có thể sử dụng bộ xử lý kép này để đạt tốc độ 5 khung hình/giây ở độ phân giải 21.1 MP.

## DIGIC 4

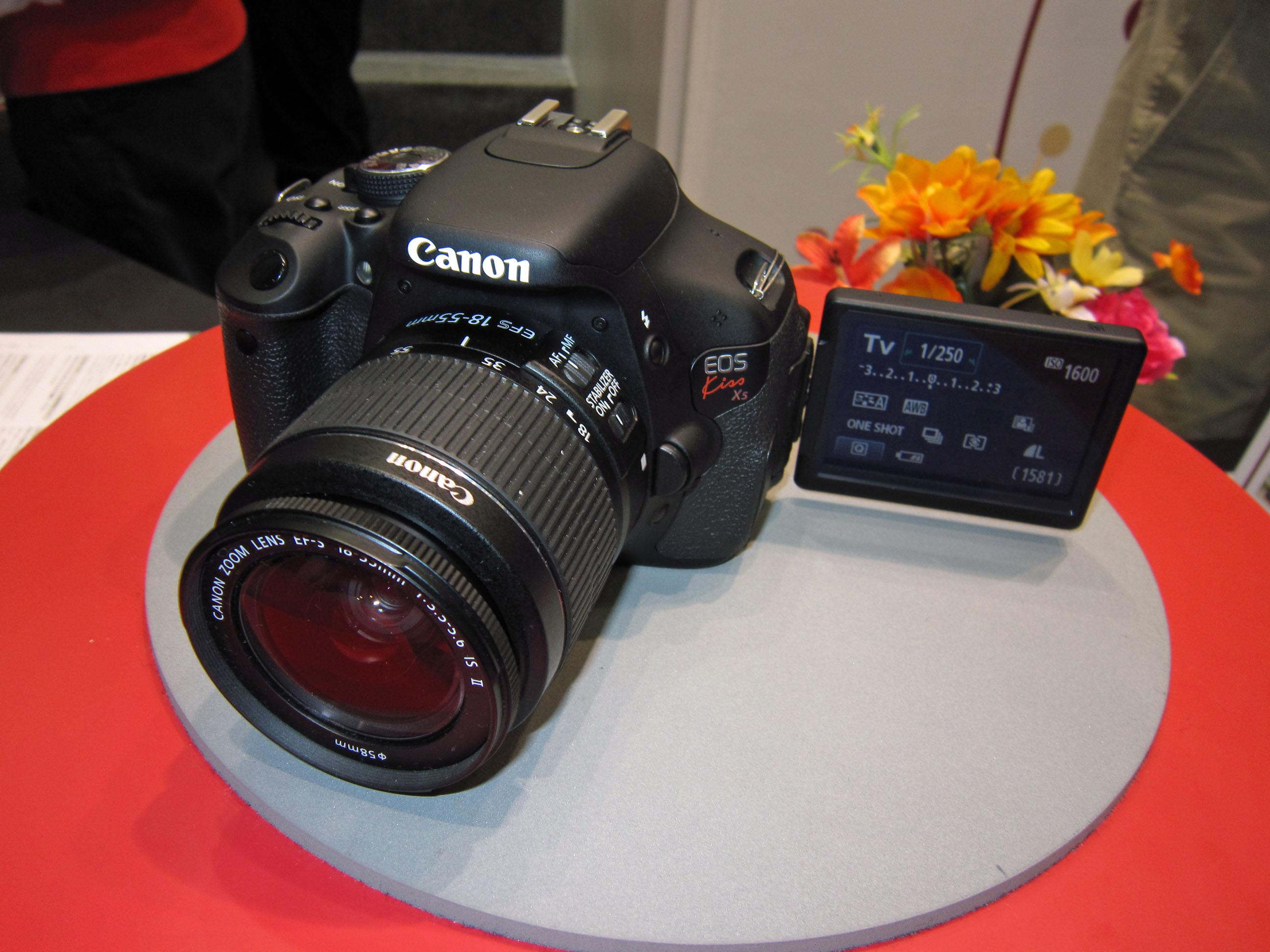
Canon EOS 600D với màn hình xoay lật

Trong năm 2008, Canon giới thiệu bộ xử lý DIGIC 4, được sử dụng trong các sản phẩm EOS 1100D, EOS 500D, EOS 550D, EOS 600D, EOS 50D, EOS 60D, EOS 5D Mark II và EOS-1D X (chỉ cho phép đo và lấy nét tự động). Nó cũng được sử dụng trong các dòng máy ảnh PowerShot mới của Canon (A, G, S, SD, và SX).
Canon giới thiệu các cải tiến của DIGIC 4 bao gồm:
- Xử lý hình ảnh nhanh hơn so với người tiền nhiệm trước đó.
- Nâng cao khả năng giảm nhiễu hình khi ở mức ISO cao.
- Nâng cao hiệu năng khi xử lý ảnh RAW 14-bit lớn hơn.
- Có thể quay phim 1080p định dạng H.264.
- Nhận diện khuôn mặt trong live view

### Bộ DIGIC 4 kép
Bộ xử lý kép DIGIC 4 được sử dụng trong máy 7D và EOS-1D Mark IV.

### DIGIC 4+
Chiếc CPU này được giới thiệu trong năm 2014 để thay thế DIGIC 5 trong phân khúc máy ảnh compact tầm trung, cụ thể là dòng Elph/IXUS và SX. Dù thông số kỹ thuật không có sẵn tại buổi giới thiệu, nhưng Canon tuyên bố nó có tốc độ cao hơn 60% so với DIGIC 4. EOS 1300D là DSLR đầu tiên sử dụng DIGIC 4+, được ra mắt vào 4-2016.

## DIGIC 5

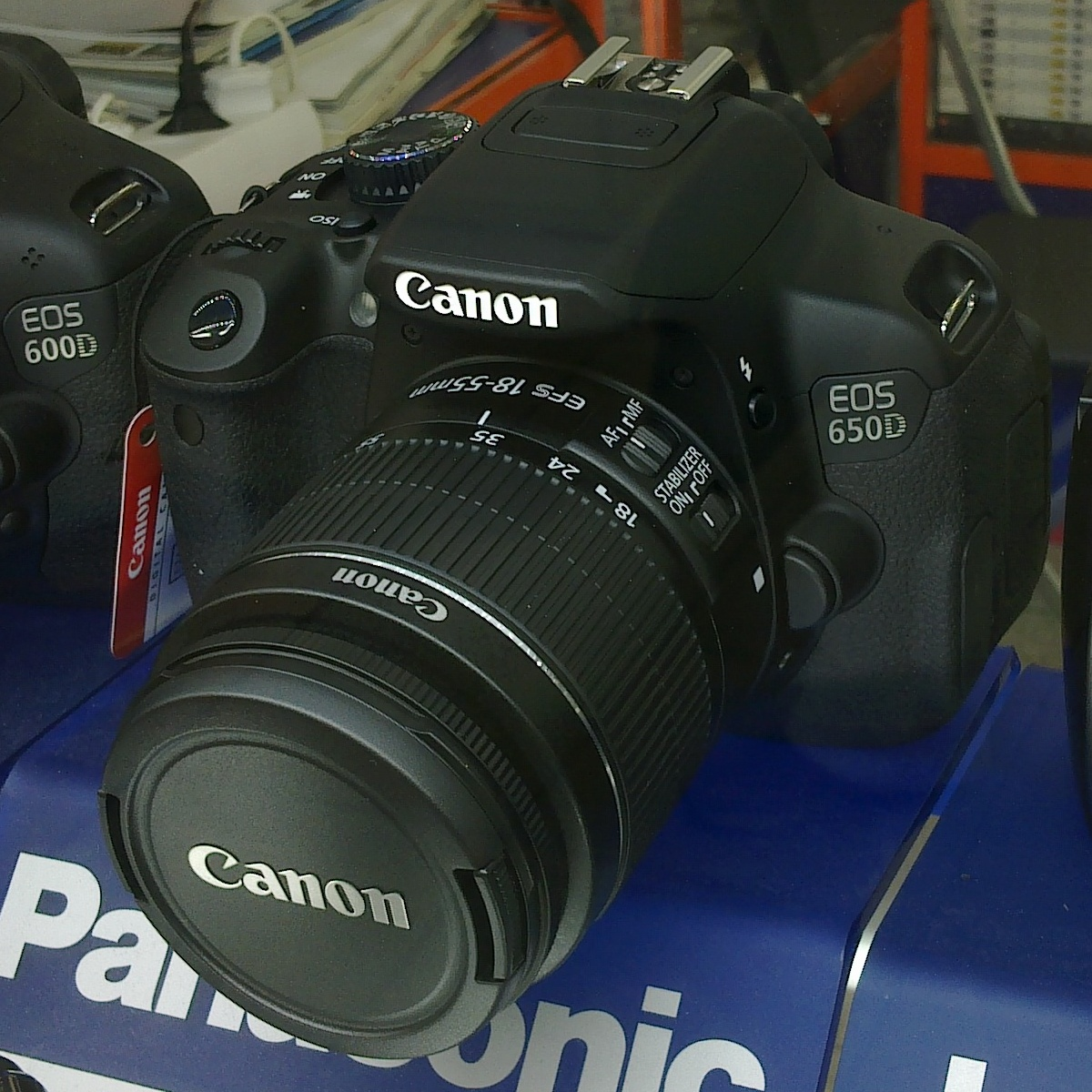
Canon EOS 650D sử dụng DIGIC 5.

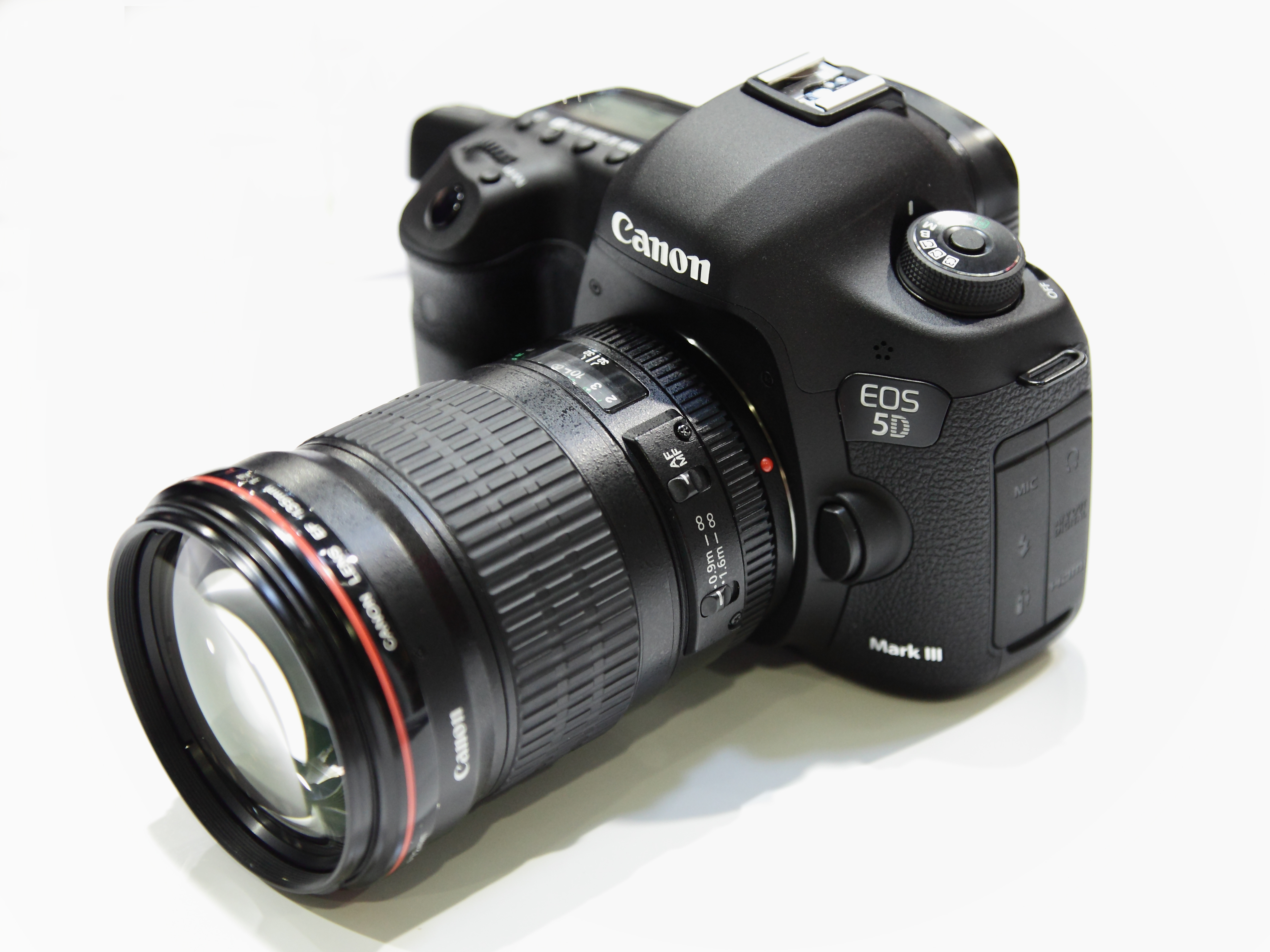
Canon EOS 5D Mark III sử dụng DIGIC 5+

DIGIC 5 được Canon giới thiệu vào năm 2011. Canon tuyên bố rằng DIGIC 5 mới xử lý nhanh gấp 6 lần so với DIGIC 4 và quản lý hiệu quả sự gia tăng thông tin khung cảnh và đồng thời làm giảm sự nhiễu ảnh tới hơn 75%. Theo Canon, DIGIC 5 phân tích hình ảnh gấp 4 lần để tạo mỗi điểm ảnh, thu được nhiều chi tiết và màu sắc khung cảnh nhiều hơn bao giờ hết.
DIGIC 5 được sử dụng trong EOS 650D/700D/100D/EOS M., cũng như các máy ảnh PowerShot như là Canon PowerShot N, S100, S110, G15 và Canon PowerShot SX50 HS.

### DIGIC 5+ và DIGIC 5+ kép

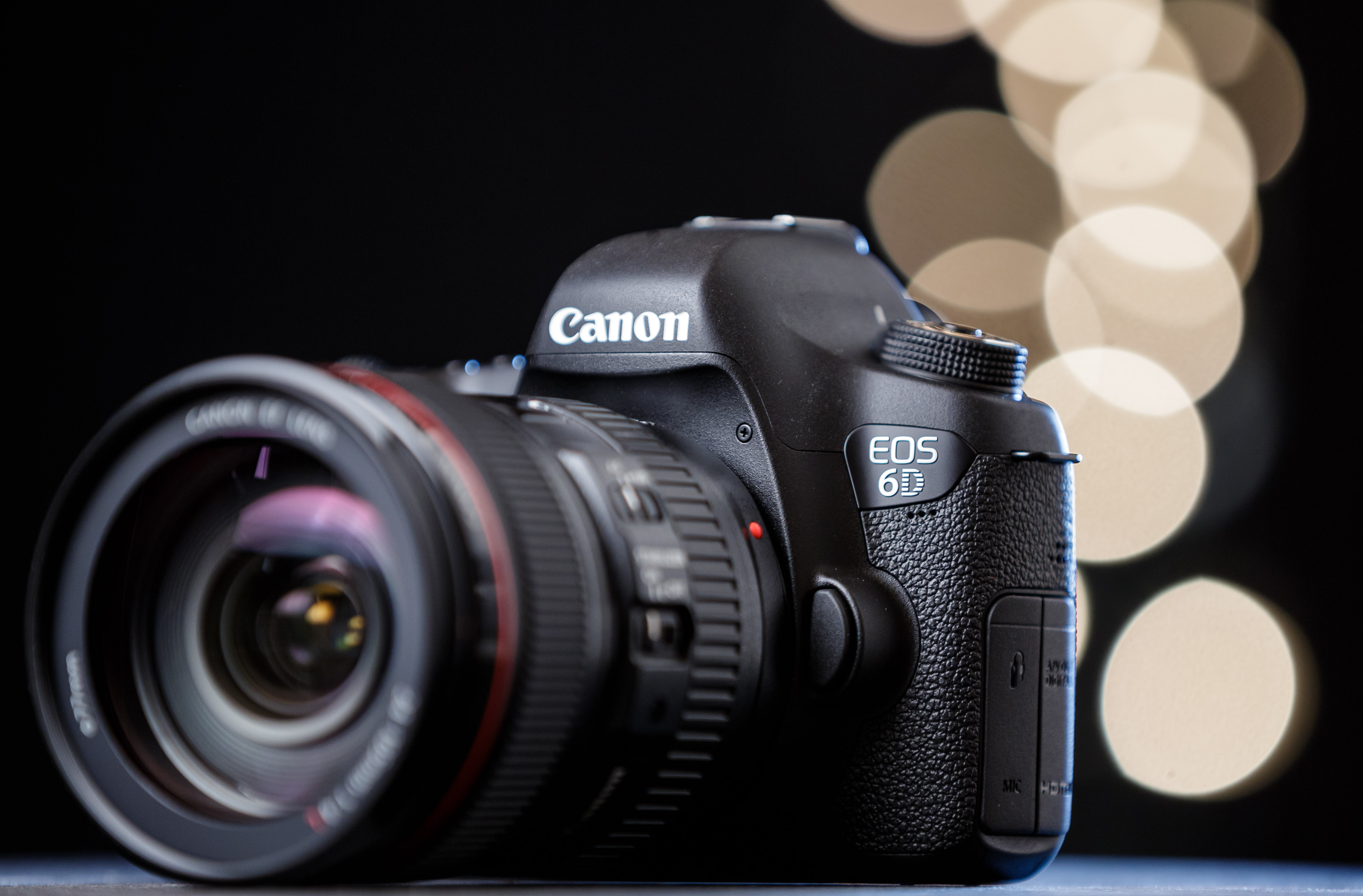
Canon EOS 6D

DIGIC 5+ là bản nâng cấp từ DIGIC 5 và DIGIC 4. Hiệu năng được cho là sẽ gấp 17 lần so với DIGIC 4, 4 lần so với DIGIC 5. DIGIC 5+ tập trung giảm nhiễu ảnh, nâng cao khả năng xử lý tín hiệu giúp cải thiện tốc độ chụp liên tiếp và lấy nét ở điều kiện ánh sáng ở mức -3EV (đối với 6D)
Đồng thời, DIGIC 5+ hỗ trợ HDR, wifi, NFC, GPS, Dual Pixel CMOS AF (DAF) trên 6D (không có DAF), 5D Mark III (chỉ có HDR), 70D (không hỗ trợ GPS).
 
DIGIC 5+ được sử dụng trong EOS-1D X/6D/5D Mark III/70D.
Đối với EOS-1D X thì sử dụng DIGIC 5+ kép, cho phép chụp với tốc độ 12 khung hình/giây ở cả RAW + JPEG, và thêm một bộ xử lý DIGIC 4 đặc biệt cho hệ thống phân tích chủ thể thông minh (ISAS).

## DIGIC 6
Được giới thiệu vào năm 2013, vi xử lý DIGIC 6 có thể khử nhiễu hình ở mức ISO lên tới 6400, trong điều kiện ánh sáng yếu. Ngoài ra, nó giảm thời gian lấy nét tự động và làm giảm giật hình so với tiền nhiệm. Hiệu năng được cải tiến có thể chụp lên tới 14 fps.

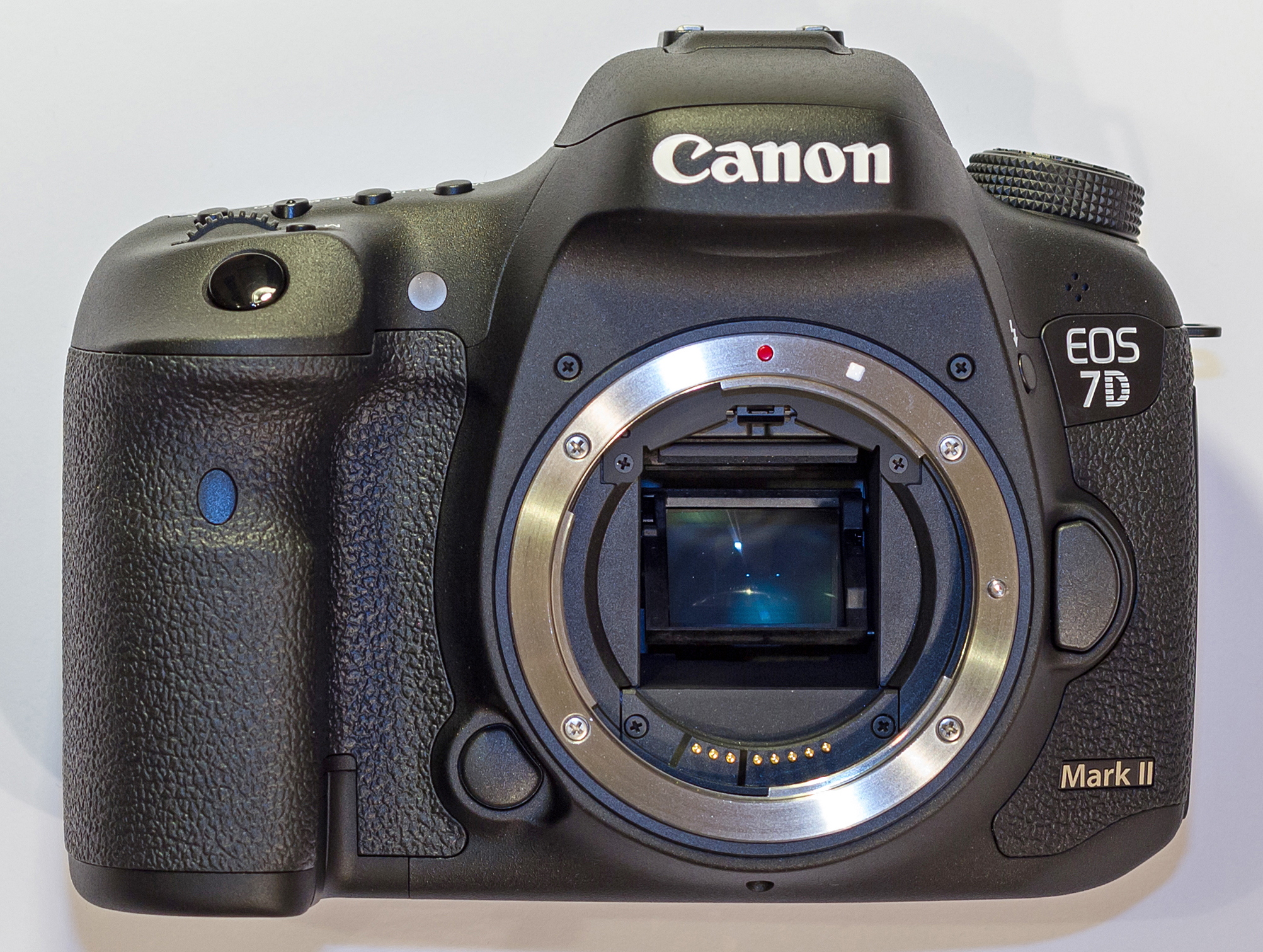
Canon EOS 7D Mark II

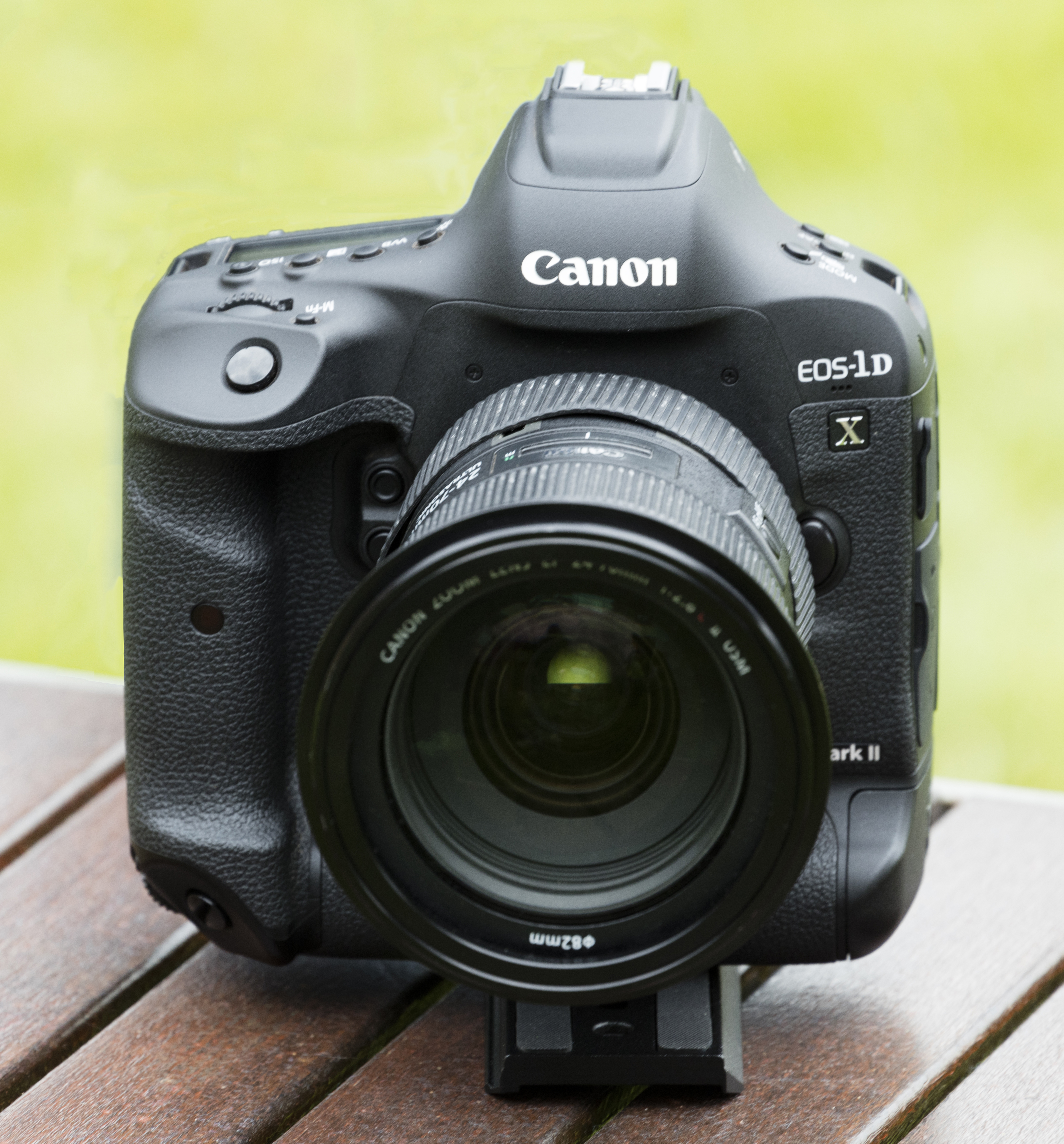
Canon EOS-1D X Mark II

Sự tiến bộ của DIGIC 6 phản ánh nhiều vào chế độ quay phim, nó có thể quay được phim định dạng MP4 và tốc độ khung hình cũng gấp đôi lên mức 60 fps ở 1080p. Nó cũng có tính năng giảm nhiễu ở mức 30 fps và nâng cấp ổn định hình ảnh.
DIGIC 6 có trong EOS 5DS/5DSR/7D Mark II/80D/760D/750D/EOS M3/EOS M10 PowerShot G16/G1X Mark II/G3X/G5X/G7X/G9X, PowerShot N100, PowerShot S120, PowerShot SX270 HS/SX280 HS, PowerShot SX60 HS, PowerShot SX700 HS và PowerShot SX710 HS. Đồng thời, DIGIC 6 hỗ trợ Wifi WLAN 802.11b/g/n, do đó tất cả các máy sử dụng DIGIC 6 (và 6+) đều hỗ trợ wifi, NFC.
7D Mark II bao gồm bộ DIGIC 6 kép, cho phép chụp hình với tốc độ 10 khung hình/giây ở mức RAW + JPEG, kèm thêm một vi xử lý DIGIC 6 đặc biệt cho Hệ thống Phân tích Chủ thể Thông minh (ISAS). Canon EOS 5DS và EOS 5DS R cũng sử dụng bộ xử lý DIGIC 6 kép, với khả năng chụp được tới 5 khung hình/giây ở độ phân giải 50.6 MP.

### DIGIC 6+ và DIGIC 6+ kép
Là DIGIC 6 nâng cao, hỗ trợ quay video full HD lên tới 120p hoặc 4K 60p, cải thiện khả năng khử nhiễu ở ISO cao, trong đó ISO chuẩn tối đa của 5D Mark IV đã được nâng lên 32000 so với 25600 trên EOS 5D Mark III.
1DX Mark II và 5D Mark IV sử dụng DIGIC 6+, trong đó 1DX Mark II sử dụng DIGIC 6+ kép cho việc chụp hình ở tốc độ 14/16 hình/giây hoặc quay video full HD 120p, 4K 60p có lấy nét liên tục, kèm theo 1 DIGIC 6 cho lấy nét và đo sáng, còn 5D Mark IV chỉ sử dụng 1 DIGIC 6+ và 1 DIGIC 6.

## DIGIC 7
Xuất hiện trên EOS 77D, EOS 800D, EOS M5, EOS M6, PowerShot G7X Mark II, PowerShot G9X Mark II.
Đối với các máy ảnh dòng EOS entry-level sử dụng cảm biến APS-C thì DIGIC 7 giúp nâng dải ISO chuẩn thành 100-25600, mở rộng lên 51200, đồng thời cải thiện hơn nữa khả năng đo sáng và cân bằng trắng tự động, cũng như bộ nhớ đệm và tốc độ chụp liên tiếp so với các máy sử dụng DIGIC 6.

## DIGIC DV
DIGIC DV đưcọ sử dụng trên các máy quay chuyên dụng sử dụng cảm biến CCD như DC20 và DC40 DVD.

## DIGIC DV II
DIGIC DV II tăng thêm khả năng giảm nhiễu và hệ thống gamma mới. Vi xử lý này được sử dụng trên tất cả các máy quay chuyên dụng độ phân giải cao, Trừ DC 20 và DC 40, thì các mẫu máy mới có DV II gồm FS100, FS10, FS11.

## DIGIC DV III
DIGIC DV III được sử dụng trên các máy Legria (PAL)/Vixia (NTSC) có độ phân giải cao như HFS100, HFS10, HF200 và HF20.
Digic DV III cũng được tích hợp cho các máy Cinema EOS, như C300 từ cuối năm 2011.

## DIGIC DV 4
DIGIC DV 4 được bắt đầu sử dụng trên các máy quay Vixia/Legria G, R, và dòng Mini, cũng như các máy quay chuyên nghiệp XA-20 và XA-25. Canon tuyên bố chúng có thể quay video định dạng MP4 và AVCHD liên tục.

## DIGIC DV 5
DIGIC DV 5 bắt đầu có trên Canon XC10 và Canon EOS C300 Mark II, cùng ra mắt ngày ngày 8 tháng 4 năm 2015. XC10 được trang bị 1 bộ DIGIC DV 5, C300 Mark II được trang bị DIGIC DV 5 kép. Cả hai đều có thể quay video 4K 24/25/30p 4.2.2 trong chip XF-AVC H.264.

## Firmware tùy chỉnh

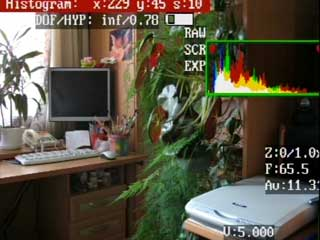
Canon Hack Development Kit (CHDK) firmware, biểu diễn thiết kế hình ảnh ngay trên màn hình

### CHDK và Magic Lantern
- CHDK Autobuild
- Wayner, Peter (ngày 26 tháng 5 năm 2010)."Tweaking a Camera to Suit a Hobby".New York Times.
- Official Magic Lantern Website